# Stazione di Beura-Cardezza
Stazione di Beura-Cardezza vasútállomás Olaszországban, Beura-Cardezza településen.

## Vasútvonalak
Az állomást az alábbi vasútvonalak érintik:
- Domodossola–Milánó-vasútvonal

## Kapcsolódó állomások
A vasútállomáshoz az alábbi állomások vannak a legközelebb:
- Stazione di Vogogna Ossola (Stazione di Milano Centrale, Domodossola–Milánó-vasútvonal)
- Stazione di Domodossola (Stazione di Domodossola, Domodossola–Milánó-vasútvonal)